# Van der Boechorststraat 26
Van der Boechorststraat 26, beter bekend als Paviljoen Buitenveldert, is een gebouw in de Van der Boechorststraat in Amsterdam-Buitenveldert.
Het ontwerp van het gebouw is in basis afkomstig van Gerrit Rietveld. Hij werkte als architect vanaf 1963 tot aan zijn dood in juni 1964 aan het ontwerp. Voordat de bouw ter hand genomen kon worden moest Rietvelds medewerker Jan van Tricht het ontwerp voltooien. Het gebouw werd neergezet op een eigen terrein van De Vrije Gemeente en is gebouwd in een bijna rechthoekige vorm, waarvan het noordoostelijk kwadrant ontbreekt (bij vooraanzicht het rechter gevelgedeelte). Het totaaloppervlakte van het terrein was daarbij 1600 m². De beoogde kerk zou 2 miljoen gulden hebben gekost, wat mede werd gefinancierd door de verkoop van gebouw en grond aan de Weteringschans, het latere Paradiso). Op aandringen van de gemeente werd er een gebouw neergezet dat voor meerdere doeleinden kon worden gebruikt. De grote zaal met 425 stoelen kon zo gebruikt worden als concertzaal, andere ruimten konden dienen als expositieruimte, bibliotheek en jeugdhonk. Begin december 1967 opende de toenmalige burgemeester Ivo Samkalden het complex. Een van de eerste exposerende kunstenaars was Harry van Kruiningen; een van de eerste musici die er speelden was Theo Bruins.
De Vrije Gemeente maakte slechts enkele jaren gebruik van het gebouw; het werd in circa 1970 overgenomen door de Nederlands-Israëlietische Hoofdsynagoge (NIHS). Zij vestigde er een Joods Cultureel Centrum in. Deze constateerde begin 21e eeuw dat het gebouw eigenlijk niet meer geschikt is voor haar toenmalige doelen. Het zou onpraktisch zijn en lekken. Het NIHS zag toen meer in een moderne variant, die ook beter aan zou sluiten bij de omgeving (er is sinds de bouw steeds meer hogere bouw toegepast in de omgeving). Zij zag meer in een nieuwe gebouw van vijf etages hoog (het huidige telt slechts twee etages) met ruimten voor niet-religieuze activiteiten met daarboven koopwoningen voor derden. Het zou hun een grote bezuiniging aan onderhoudskosten opleveren. Tegen vervanging van het gebouw was de Erfgoedvereniging Heemschut. Zij vond het gebouw uniek. Rietveld heeft slechts twee kerken ontworpen en het is een van Rietvelds laatste ontwerpen. Dat het gebouw lekt zou verholpen moeten worden, maar zou er in hun ogen bijhoren. De Erfgoedvereniging probeerde dan ook het gebouw erkend te krijgen als gemeentelijk monument of rijksmonument.